# Onthophagus impurus
Onthophagus impurus là một loài bọ cánh cứng trong họ Bọ hung (Scarabaeidae).